# Moulay Larbi
Moulay Larbi là một đô thị thuộc tỉnh Saïda, Algérie. Dân số thời điểm năm 2002 là 10.426 người.